# 德本漢姆宮
德本漢姆宮（Debenham House）是一座位於英國倫敦肯辛頓和切爾西區荷蘭公園的建築。這座建築是英國的I級登錄建築。德本漢姆宮啟用於1905年。

## 伸延閱讀
- Stourton, James. . London: Frances Lincoln. 2012. ISBN 978-0-7112-3366-9.

## 外部連結
维基共享资源上的相關多媒體資源：德本漢姆宮